# Dresdens voetbalkampioenschap 1904/05
In 1904/05 werd het derde en laatste Dresdens voetbalkampioenschap gespeeld, dat werd ingericht door de Dresdense voetbalbond. Nadat de bond in 1902 lid werd van de Midden-Duitse voetbalbond werd er twee jaar lang geen Dresdense competitie gespeeld. Dresdner SC speelde wel in de Oost-Saksische competitie, maar was daar de enige club uit Dresden. Hierop werd besloten om in 1904/05 opnieuw een stadscompetitie te organiseren. Dresdner SC En BC Sportlust Dresden speelden dit jaar zowel in de stadscompetitie als in de Oost-Saksische competitie. 
Dresdner SC werd kampioen. De club mocht hiervoor niet deelnemen aan de Midden-Duitse eindronde, hoewel de club hier uiteindelijk toch aan deelnam als kampioen van Oost-Saksen. Na dit seizoen werd de Dresdense bond opgeheven en gingen alle clubs uit Dresden in de Oost-Saksische competitie spelen, die een verderzetting was nu van de Dresdense competitie, daar de andere clubs uit die competitie verhuisden naar de nieuwe Zuidwest-Saksische competitie. 

## Eindstand
| Plaats | Club                       | Wed. | W | G | V | Saldo | Ptn  |
| ------ | -------------------------- | ---- | - | - | - | ----- | ---- |
| 1.     | Dresdner SC 1898           | 9    | 9 | 0 | 0 | 65:5  | 18:0 |
| 2.     | BC Sportlust 1900 Dresden  | 9    | 5 | 1 | 3 | 28:24 | 11:7 |
| 3.     | Dresdner FC Guts Muts 1902 | 10   | 4 | 0 | 6 | 39:31 | 8:12 |
| 4.     | Dresdner FC Germania 1901  | 9    | 4 | 0 | 5 | 16:27 | 8:10 |
| 5.     | FC Dresdensia 1898 Dresden | 7    | 3 | 0 | 4 | 22:28 | 6:8  |
| 6.     | FV 1900 Sachsen Dresden    | 6    | 2 | 1 | 3 | 19:32 | 5:7  |
| 7.     | Dresdner FC 1893           | 6    | 0 | 0 | 6 | 8:50  | 0:12 |

|  | Kampioen |